# Locô
Manuel Antonio Morais Cange (* 25. Dezember 1984 in Luanda, Angola), bekannt als Locô, ist ein ehemaliger angolanischer Fußballspieler. Mit der angolanischen Nationalmannschaft nahm er an der Fußball-WM 2006 in Deutschland teil.

## Karriere
Locô spielte ab 2003 bei verschiedenen angolanischen Erstligisten. 2006 wurde er mit Primeiro de Agosto und 2009 mit Petro Atlético angolanischer Meister und 2006 zudem Pokalsieger. 2014 beendete er seine Karriere beim Santos FC.
Von 2003 bis 2009 spielte er für die angolanische Nationalmannschaft. Mit seinem Team konnte er sich erstmals für eine Fußball-Weltmeisterschaft qualifizieren. Beim Turnier 2006 in Deutschland kam er in allen drei Gruppenspielen zum Einsatz und schied mit seinem Team nach der Vorrunde aus. Locô nahm zudem mehrmals an Afrikameisterschaften teil und war auch 2008 im Kader, als die angolanische Mannschaft das Viertelfinale und somit ihre bis dahin beste Platzierung in diesem Wettbewerb erreichte.

## Erfolge
- Angolanischer Meister: 2006, 2009
- Angolanischer Pokalsieger: 2006